# Trio Franca Delčnjaka
Trio Franca Delčnjaka je bil narodnozabavni ansambel, ki je deloval v letih 1965–1969. Člani tria so bili Franc Delčnjak (harmonika), Ivan Hriberšek (kitara) in Franc Korotančnik (kontrabas). 

## Plošče
V svojem kratkem delovanju so praviloma posneli le dve mali plošči z naslovom Čreda v galopu in pa Spomin s hribov (v tiskanju je bila še 3. plošča z istim naslovom Čreda v galopu le da z rožnato podlago). Posneli so le 7 svojih pesmi, zadnje dve, ki jih Delčnjaku ni uspelo, pa je pozneje posnel Viki Ašič starejši z katerim sta bila zelo dobra prijatelja.
Trio je največkrat igral v gostilni Pri Berti v Paki pri Velenju, skoraj štiri leta. Vsako soboto je Delčnjak tam sam igral, ob večjih praznikih pa za večje zabave pa so igrali vsi trije. Imel je več kombinacij sestave tria, velikokrat s harmoniko, klarinetom in baritonom ali pa s harmoniko, saksofonom in baritonom.
Ansambel je deloval vse do Delčnjakove smrti 1969, potem pa so prekinili z igranjem.

## Delčnjakove skladbe
- Spomin s hribov
- Na Homcu
- Na samotnih poteh
- Pod gorami
- Večer na vasi
- Na martinovanju
- Noč pod Lokami
- Na obronkih slemena
- Čreda v galopu
- Na gradu Turn ( priredil:Ivan Stropnik)
- Palčev valček ( priredil:Ivan Stropnik)
- Rudarski dom (priredil:Ivan Stropnik)

## Zanimivosti
Robert Goter je po skoraj 40 letih Delčnjakove smrti obudil njegov način igranja, in posnel cd z vsemi Delčnjakovimi pesmami, vključno s tistima dvema, ki jih je posnel samo Viki Ašič.
Nekaj Delčnjakovih je tudi posnel Ivan Stropnik , ki je kot otrok hodil poslušati Franca Delčnjaka v gostilno kjer je igral . Njegove priredbe lahko slišimo na CD zgoščenki po Šenbricu